# 2761 Eddington
2761 Eddington è un asteroide della fascia principale. Scoperto nel 1981, presenta un'orbita caratterizzata da un semiasse maggiore pari a 3,0989038 au e da un'eccentricità di 0,1748303, inclinata di 3,17263° rispetto all'eclittica.
L'asteroide è dedicato all'astrofisico inglese Arthur Eddington.